# 明洞 (行政洞)
明洞（：／ Myeong dong */?）是位於韓國首爾的一个行政洞，吸引世界各國觀光客的明洞商圈位於此。本洞東面與乙支路洞和筆洞、西面與會賢洞和小公洞相接。

## 历史
本地在李氏朝鲜初期称为明礼坊，為漢城府五部其中一個坊。李氏朝鲜后期改名为明礼洞。朝鮮日治時期更名為明治町，並分為明治町一丁目和明治町二丁目兩部分，同時在靠近忠武路的區域建設商業區。1943年6月10日，劃歸至中区管轄。1946年，改為現在名稱。

## 下辖法定洞
- 藝場洞
- 三角洞
- 水下洞
- 水標洞
- 茶洞
- 長橋洞
- 武橋洞
- 苎洞1街
- 乙支路1街
- 乙支路2街
- 南山洞1街
- 南山洞2街
- 南山洞3街
- 太平路1街
- 忠武路1街
- 忠武路2街
- 南大門路1街
- 南大門路2街
- 會賢洞1街
- 會賢洞2街
- 會賢洞3街
- 明洞1街
- 明洞2街

## 交通
- 首爾地鐵2號線市廳站、乙支路入口站、乙支路3街站
- 首爾地鐵4號線明洞站